# Plesiobatis daviesi
A Plesiobatis daviesi a porcos halak (Chondrichthyes) osztályának sasrájaalakúak (Myliobatiformes) rendjébe, ezen belül a Plesiobatidae családjába tartozó faj.
Családjának és nemének az egyetlen faja.

## Előfordulása
A Plesiobatis daviesi előfordulási területe az Indiai-óceánban és a Csendes-óceán nyugati felén van. A Dél-afrikai Köztársaságtól és Mozambiktól kezdve, Ázsia déli partjai mentén, - beleértve India tengervizeit is -, keletre Ausztráliáig és északkeletre a Fülöp-szigeteken keresztül egészen Japánig található meg. Hawaii környékén is vannak állományai.

## Megjelenése
Ez a porcoshal az orra hegyétől a farka végéig elérheti a 270 centiméteres hosszúságot; de már 189-200 centiméteresen felnőttnek számít. Az orra töve széles, azonban a vége hegyes. Szemei kicsik. A nagy, kerekített mellszúszói miatt, ez a rája kör alakúnak néz ki. A farka rövid, de ehhez képest a farokúszója eléggé nagy. A farkán vékony méregtüske is található. A háti része szürkésfekete, barnás vagy lilásbarna; a hasi része fehér. Az úszóinak hátsó részei és a farka szürkék, a tüske világos és a mellúszók pereme fekete.

## Életmódja
Mélytengeri porcoshal, amely 44-780 méteres mélységek között élhet, azonban általában 275-680 méteres mélységek között tartózkodik. A homokos aljzatot kedveli, ahol halakkal, angolnákkal, rákokkal, homárokkal, fejlábúakkal és soksertéjűekkel táplálkozik.

## Felhasználása
A Plesiobatis daviesinak csak kismértékű a halászata, főleg az élőhelyének közelében élő emberek halásszák és fogyasztják. Nem annyira értékes mint más ráják, továbbá méregtüskéje miatt veszélyes az ember számára.

## Ajánlott magyar nyelvű könyvek
- Deckert, K. et al (1974): Uránia Állatvilág: halak, kétéltűek, hüllők – Gondolat Kiadó, Budapest ISBN 963-280-138-5